# Kijewskaja (przystanek kolejowy)
Kijewskaja (ros. Киевская; niem. hist. Ponarth) – przystanek kolejowy w Królewcu, w obwodzie królewieckim, w Rosji. Położony jest na linii Królewiec – Mamonowo. Nazwa pochodzi od ulicy Kijowskiej, przy której znajduje się przystanek.
Przystanek został otwarty na Pruskiej Kolei Wschodniej (berlińsko-królewieckiej), w okresie panowania na tych terenach Cesarstwa Niemieckiego. W okresie przynależności Prus Wschodnich do Niemiec nosił nazwę Ponarth. Położony był on wówczas po drugiej stronie dzisiejszej ulicy Kijowskiej (ówcześnie Brandenburskiej).